# トロイ・ディーニー
トロイ・マシュー・ディーニー（Troy Matthew Deeney、1988年6月29日 - ）は、イングランド・バーミンガム出身のプロサッカー選手。フォレストグリーン・ローヴァーズFC所属。ポジションはフォワード。

## クラブ経歴
15歳の時にアストン・ヴィラFCのトライアルを受けるも不合格に終わる。その後、2006年12月にフットボールリーグ2のウォルソールFCと契約した。
2010年8月にワトフォードFCに移籍。2014-15シーズンからキャプテンを務め、そのシーズンにプレミアリーグ昇格を果たす。2015－16シーズン、2016－17シーズンと2年連続プレミアリーグで二桁ゴールを記録した。
2019－20シーズン、2月29日リヴァプールFC戦では1ゴール1アシストの活躍、これまで27試合無敗であったリヴァプールの無敗記録を止めた。
2021年8月30日、11年間過ごしたワトフォードを退団。2年契約で故郷のバーミンガム・シティFCに加入した。
2023年8月17日、フォレストグリーン・ローヴァーズFCにコーチ兼任として加入した。

## 人物
- 16歳の時に退学し、サッカー選手になる以前はレンガの見習い工として働いていた。当時の収入は週給120ポンドだった[8]。

- 2012年6月、暴行罪により10ヶ月の服役を言い渡された[9][10]。模範囚のため3ヶ月で出所した[8]。

- 既婚者で息子と娘が一人ずついる[11]。

- 愛車のメルセデス・ベンツにスモークガラスを貼り過ぎているという警告を受け、2019年5月に罰金865ポンドが科された[12]。

## タイトル

### 個人
- フットボールリーグ・チャンピオンシップベストイレブン: 2014-15